# Franz Happernagl
Franz Happernagl (* 25. Dezember 1929 in Ingolstadt) ist ein ehemaliger deutscher Sprinter.

## Biografie
Nachdem Happernagl bei den Deutschen Meisterschaften 1952 über 100 Meter die Bronzemedaille gewonnen hatte, durfte er ein paar Wochen später bei den Olympischen Spielen in Helsinki in der 4-mal-100-Meter-Staffel starten. Die Staffel schied jedoch im Vorlauf aus.
Happernagl arbeitete 38 Jahre lang als Lohnbuchhalter für Audi. Er gehörte dem Audi-Werksorchester, der heutigen Bläserphilharmonie, an.
Sein Enkel Christian Happernagl ist ebenfalls Sprinter.